# کلایو گودیر
کلایو گودیر (انگلیسی: Clive Goodyear؛ زادهٔ ۱۵ ژانویهٔ ۱۹۶۱) بازیکن فوتبال اهل بریتانیا است.
از باشگاه‌هایی که در آن بازی کرده‌است می‌توان به باشگاه فوتبال لینکولن یونایتد، باشگاه فوتبال لوتون تاون، باشگاه فوتبال ویمبلدون، باشگاه فوتبال برنتفورد، و باشگاه فوتبال پلیموث آرگیل اشاره کرد.